# Montmorencyové
Montmorencyové byla jedna z nejstarších a nejuznávanějších šlechtických rodin ve Francii, která dostala své jméno od obce Montmorency u Paříže a jejíž členové se od roku 1327 nazývali „první křesťanští baroni Francie“. Od roku 1551 měli titul vévodů z Montmorency. Jindřich IV. je vyhlásil za „první rod Evropy“ po samotných Bourbonech.
Montmorencyové zastávali řadu vysokých funkcí. Mezi jiným šest konstáblů Francie (konstáblové Francie byli vrchní velitelé armády a druzí v hierarchii státu po králi), dvanáct maršálů Francie, několik admirálů a kardinálů, bezpočet velkých důstojníků koruny a několik velmistrů různých rytířských řádů. Když v roce 1878 zemřel Anne Edouard Louis Joseph de Montmorency-Luxembourg, vévoda z Beaumontu a princ z Tingry, vymřel tím rod Montmorencyů po meči.

## Erb
V erbu se objevuje neobvyklá heraldická figura, mytický pták alerion, zobrazovaný obvykle jako rozkřídlená orlice bez zobáku a pařátů.